# Patrick van Heurck
Patrick van Heurck (1955) is een Belgisch ondernemer en oprichter van de modeketen Bellerose.

## Biografie
Van Heurck reist af naar de Verenigde Staten als hij 22 jaar is zonder enige hogere opleiding gevolgd te hebben. Hij gaat aan de slag bij Ralph Lauren om exclusief distributeur van de Benelux te worden. 
In 1989 start hij met Bellerose om in 1990 een eerste winkel in Knokke te openen. In 1998 tekent zijn vriendin Leatitia Van Gindertael een vrouwencollectie; in 2002 ook een kindercollectie. Tegenwoordig is Bellerose een internationale winkelketen. 
Hij woonde ruim 15 jaar in Knokke, onder andere vanwege zijn zeilhobby, maar verhuisde in 2009 naar Retranchement, net over de grens in Zeeuws-Vlaanderen.